# 安茹地区博福尔
安茹地区博福尔（法語：Beaufort-en-Anjou，法語發音：[bofɔʁ ɑ̃.n‿ɑ̃ʒu] ⓘ）是法国曼恩-卢瓦尔省的一个市镇，属于索米尔区。该市镇于2016年1月1日由博福尔昂瓦莱和热村两个市镇合并而成，前者现为政府驻地。

## 地名
安茹（Anjou）为法国历史上的一个行省，现大致为曼恩-卢瓦尔省全境。“博福尔”（Beaufort）则是指该市镇的前身及主体博福尔昂瓦莱。

## 地理
安茹地区博福尔（47°26'25"N, 0°12'51"W）面积42.04 平方千米，位于法国卢瓦尔河地区大区曼恩-卢瓦尔省，该省份为法国西部内陆省份，大致对应安茹地区，北起顺时针与马耶讷省、萨尔特省、安德尔-卢瓦尔省、维埃纳省、德塞夫勒省、旺代省、大西洋卢瓦尔省和伊勒-维莱讷省接壤。
与安茹地区博福尔接壤的市镇（或旧市镇、城区）包括：莱布瓦当茹、隆盖-瑞梅勒、拉梅尼特雷、马泽-米隆、热讷-瓦勒德卢瓦尔。
安茹地区博福尔的时区为UTC+01:00、UTC+02:00（夏令时）。

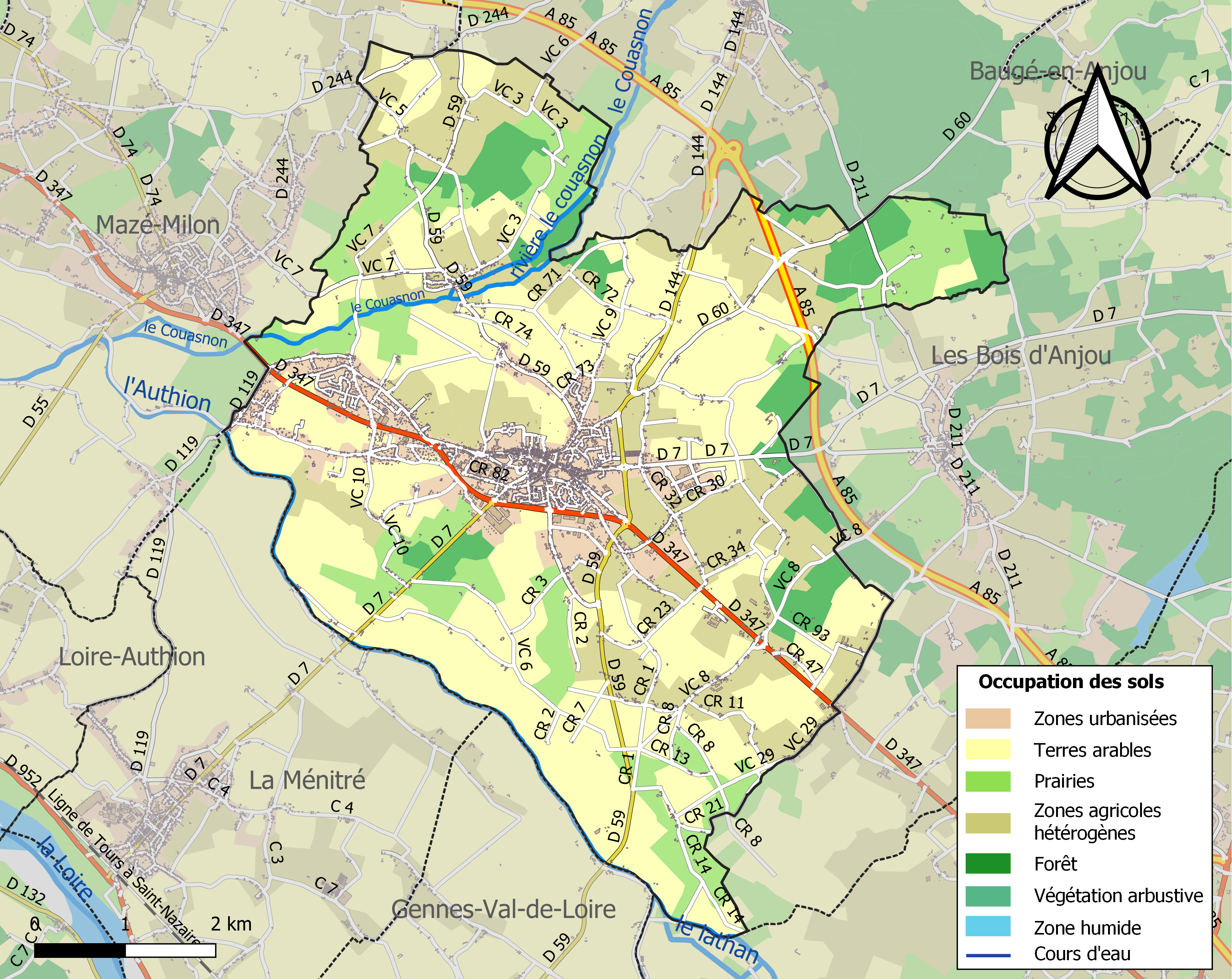
安茹地区博福尔的OSM定位图

## 行政
安茹地区博福尔的邮政编码为49250，INSEE市镇编码为49021。

## 政治
安茹地区博福尔所属的省级选区为安茹地区博福尔县。

## 人口
安茹地区博福尔于2022年1月1日时的人口数量为6893人。